# Les Maîtres (film)
Pour plus de détails, voir Fiche technique et Distribution.
Les Maîtres (Gente di rispetto) est un film italien réalisé par Luigi Zampa, sorti en 1975.

## Synopsis
L'enseignante Elena Bardi est transférée de Sondrio dans une ville sicilienne, où elle est harcelée par un homme sans que personne n'intervienne. Le lendemain matin, il est retrouvé exécuté. Elena trouve un logement chez l'avocat Bellocampo, un propriétaire foncier énigmatique qui connaît tous les secrets honteux de la ville. À l'école, Elena se heurte aux difficultés de l'évasion scolaire, tandis que son non-conformisme l'empêche de se lier avec des collègues, sauf avec le professeur Belcore, avec qui elle entame une relation, qu'il n'a cependant pas le courage de rendre publique. Un jour, Bellocampo l'emmène dans les quartiers pauvres de la ville d'où provient l'absentéisme scolaire et l'informe que la dégradation pourrait être éliminée avec l'approbation d'un cabinet d'avocats au Parlement.
Lorsqu'elle est victime d'un second attentat dont les auteurs sont également retrouvés tués, Elena se rend compte que tout le monde pense à son mystérieux pouvoir. Bien que déconcertée par cette mentalité, elle décide d'en faire usage et demande au Maire de donner des subventions aux familles les plus démunies, qu'elle parvient aussitôt à obtenir. La considération pour elle augmente à tel point que maintenant tout le monde envoie ses enfants à l'école. Il rencontre également le puissant sénateur Cataudella et lui demande de débloquer la loi de réhabilitation des quartiers pauvres, ce qui arrive peu de temps après.
Mais un journaliste lui révèle qu'en réalité seul un texte partiel a été approuvé pour intervenir dans les domaines qui concernent une spéculation de Bellocampo. Devant l'indignation d'Elena, il lui explique qu'il déteste la ville car ils ont tué son frère lorsqu'il était podestat . Elena se rend compte qu'elle a été utilisée et que la relation avec Belcore se termine en raison de sa lâcheté. Alors elle décide de partir, mais le matin du départ elle ne monte pas dans le bus qui l'emmènerait loin.

## Fiche technique
- Titre original : Gente di rispetto
- Titre français : Les Maîtres[1],[2]
- Réalisation : Luigi Zampa
- Scénario : Luigi Zampa, Leonardo Benvenuti et Piero De Bernardi d'après le roman de Giuseppe Fava
- Photographie : Ennio Guarnieri
- Montage : Franco Fraticelli
- Musique : Ennio Morricone
- Pays d'origine : Italie
- Genre : drame
- Date de sortie : 
  - Italie : 30 octobre 1975
  - France : 18 juin 2009 (diffusion télévisuelle) ; juin 2023 (Blu-ray[2])

## Distribution
- Jennifer O'Neill : Elena Bardi
- Franco Nero : Professore Michele Belcore
- James Mason : Avv. Antonio Bellocampo
- Orazio Orlando : Pretore Occhipinti
- Aldo Giuffré : Maresciallo
- Claudio Gora : Deputate Cataudella
- Luigi Bonos : Canaino
- Gino Pagnani : Profumo
- Franco Fabrizi : Dottore Sanguedolce
- Carla Calò

## Production

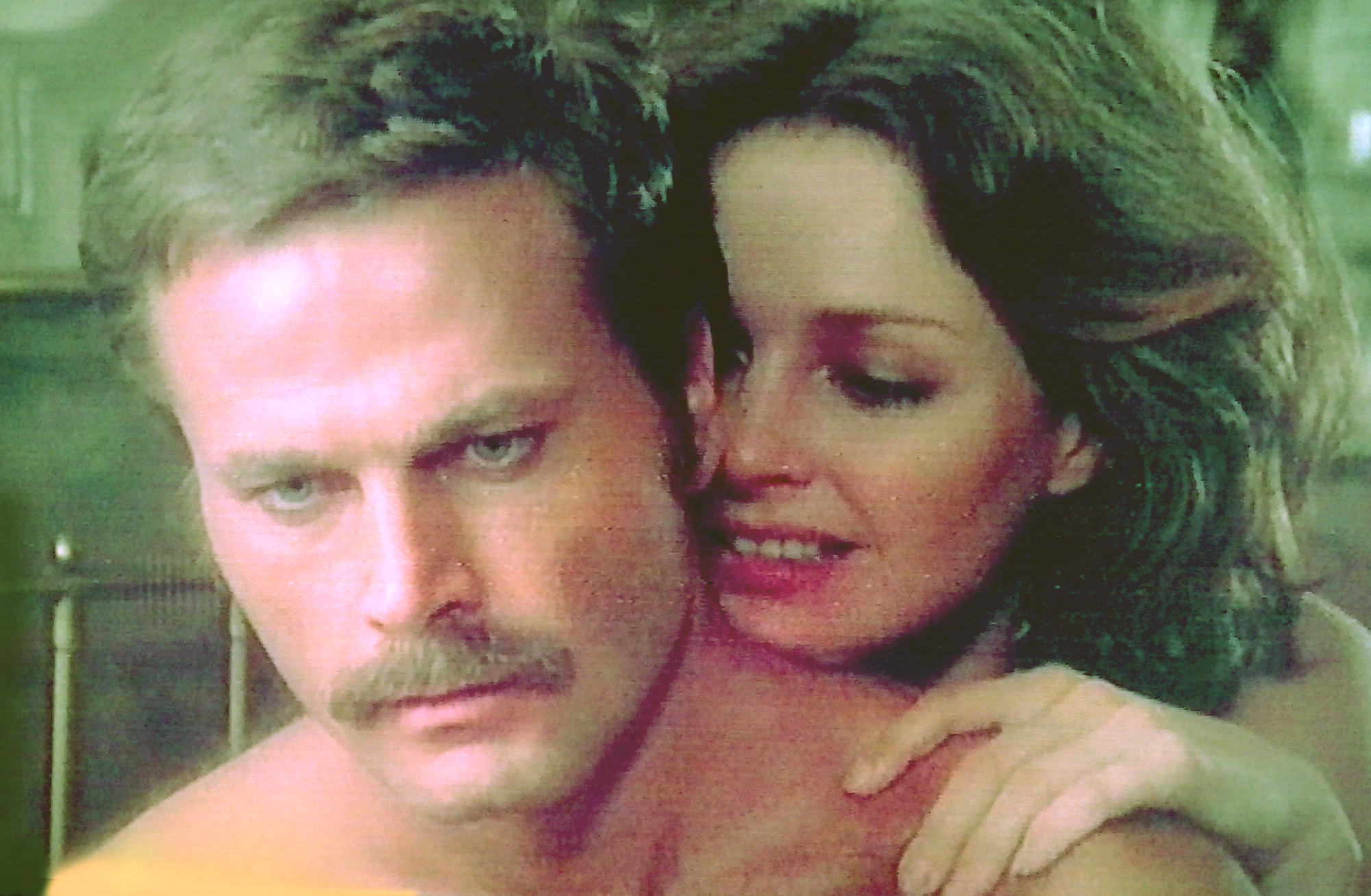
Franco Nero et Jennifer O'Neill dans une scène du film.

L'un des derniers films de Luigi Zampa (il ne tournera plus que deux films avant de prendre sa retraite en 1979), Les Maîtres a été produit au début de l'année 1975 par une société de production appartenant à la « galaxie » de Carlo Ponti. Le film a été tourné en grande partie à Raguse, tandis que pour d'autres extérieurs, on a utilisé les décors baroques de la ville de Palazzolo Acréide (province de Syracuse), ville natale de Giuseppe Fava, l'auteur du roman dont le film est adapté. Les scènes ont été tournées entre la Piazza del Popolo, où la mafia a trouvé les agresseurs de la maestra exécutés par la mafia, et le Corso Vittorio Emanuele III, dans les locaux de l'hôtel de ville, où vivait le protagoniste de l'intrigue. Les intérieurs ont été réalisés dans les studios Incir De Paolis à Rome.
Le film s'inscrit dans le filon cinématographique qui traite et décrit le phénomène de la mafia, particulièrement populaire dans le cinéma italien de ces années-là. Zampa n'était pas étranger aux décors siciliens pour ses films : la collaboration avec Brancati avait donné lieu à deux de ses films les plus populaires des années 1950, Les Années difficiles et Anni facili, qui se déroulaient en tout ou en partie dans cette région (tout comme L'Art de se débrouiller, plus tardif).
Le film de Zampa a été la première occasion de jouer dans un film italien pour Jennifer O'Neill, qui allait peu après rejoindre la distribution de L'Innocent, le dernier film réalisé par Visconti avant sa mort.
La bande originale, composée par Ennio Morricone (que le critique Tullio Kezich qualifie de « musique martelante »), est devenue et reste l'un des arrangements musicaux les plus connus pour accompagner les films de mafieux.

## Accueil
Les chiffres de billetterie du film ne sont pas sans équivoque. Alors que le Dizionario dei film attribue au film une recette de 458 millions de lires (600 000 spectateurs), le Catalogo Bolaffi indique plutôt un résultat économique de près de 618 millions (800 000 spectateurs), un résultat qui le placerait à la 23e place du classement des 240 films environ produits en Italie au cours de la saison 1975-76, dont le premier, avec plus de 7 milliards de lires (10 467 254 spectateurs), est Mes chers amis de Mario Monicelli.
La première projection publique a eu lieu à Rome le 29 octobre 1975 et le film a suscité des opinions contrastées. D'un côté, il y a ceux qui, comme Leo Pestelli, apprécient le film, car Zampa « a réussi la tâche pas facile de faire un nouveau film "sicilien" sans tomber dans les lieux communs, les excès vernaculaires et la violence gratuite de ce genre tant maltraité [avec] un film robuste, de large communication populaire, mais en même temps subtilement lié au sens du mystère ». Les jugements de La rivista del cinematografo sont positifs, bien qu'avec quelques réserves, car « le film se déroule le long d'un fil jaune convaincant [même si] le réalisateur colore, souvent plus que nécessaire. Gente di rispetto reste une histoire passionnante qui n'est pas futile » et le Corriere della Sera qui le définit comme « une sorte de "polar" qui, tout en virant au kafkaïen, plonge dans l'une des poches les plus terrifiantes de la société italienne », réalisant « un film qui plaira à un large public italien et étranger ».